# 6 Dywizjon Artylerii Konnej

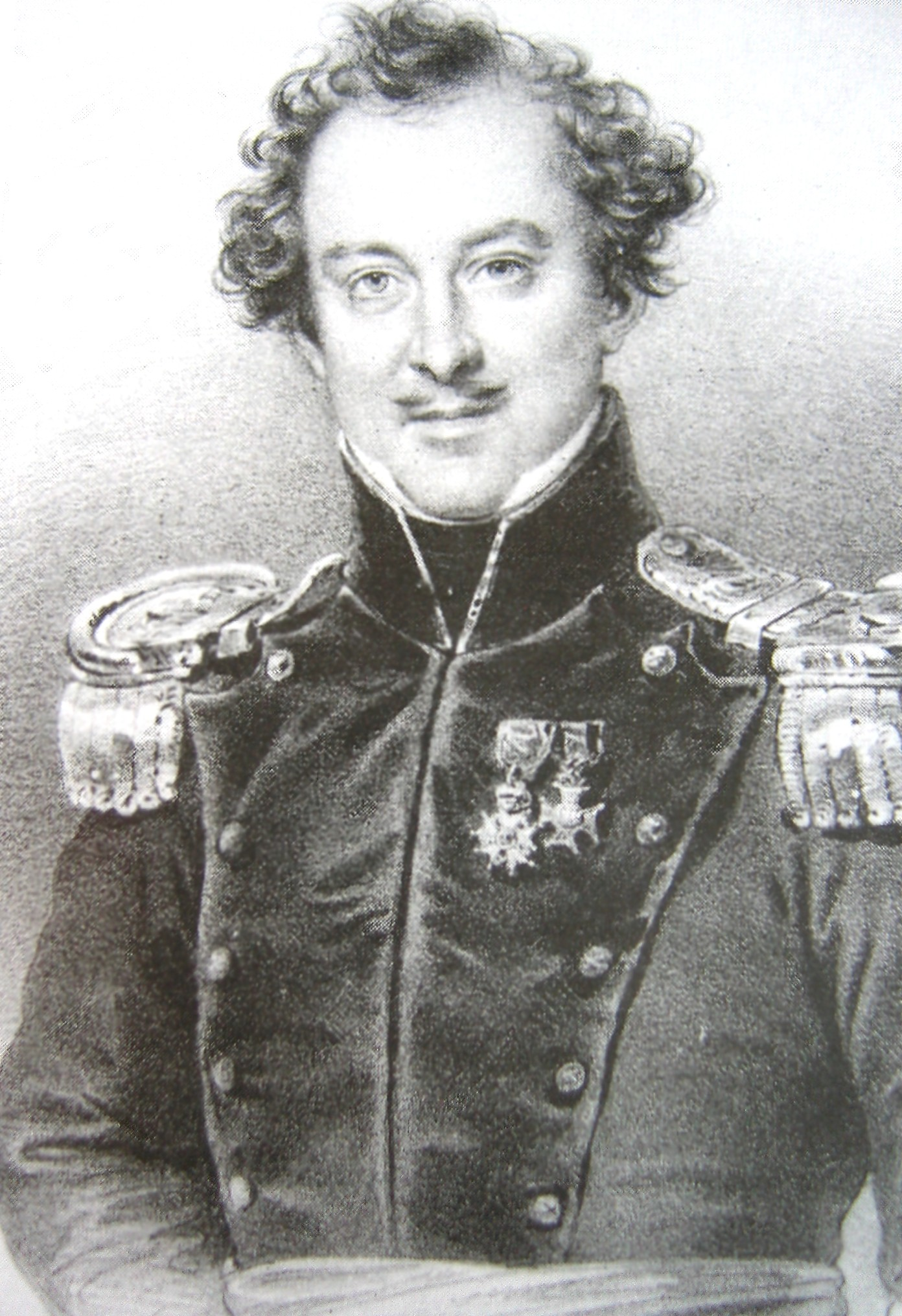
Roman Sołtyk

6 Dywizjon Artylerii Konnej im. gen. Romana Sołtyka (6 dak) – oddział artylerii konnej Wojska Polskiego w II Rzeczypospolitej.
Dywizjon sformowany został na przełomie 1919/1920. Jego poszczególne baterie walczyły na różnych frontach wojny polsko-bolszewickiej. Po podpisaniu pokoju w Rydze jednostka została włączona w skład „pokojowej” VI Brygady Jazdy. 1 kwietnia 1937 dywizjon wszedł w skład Podolskiej Brygady Kawalerii. Pod względem wyszkolenia fachowego dywizjon podporządkowany był dowódcy 6 Grupy Artylerii. W okresie międzywojennym stacjonował początkowo we Lwowie, a później w Stanisławowie. W kampanii wrześniowej walczył w składzie macierzystej Podolskiej Brygady Kawalerii, między innymi nad Bzurą.

## Formowanie dywizjonu
Dywizjon został sformowany na podstawie zarządzenia Generalnego Inspektora Artylerii i rozkazu nr 7 Dowództwa Artylerii Konnej z 6 grudnia 1919. Na mocy tych dokumentów formująca się w Warszawie 3 bateria 1 dywizjonu artylerii konnej została przemianowana na 1 baterię 6 dak. Na stanowisko dowódcy dywizjonu został wyznaczony kapitan Michał Belina-Prażmowski z 4 dak.
Dowództwo dywizjonu i 2 bateria formowały się w Górze Kalwarii, w koszarach baterii zapasowej artylerii konnej nr 1. Na dowódcę baterii wyznaczony został podporucznik Tadeusz Linsenbarth, a od 7 lutego 1920 por. Adam Petrażycki. Oficerami baterii zostali ppor. Ludwik Ćwirko-Godycki i ppor. Kalikst Sosnowski.
Pod koniec czerwca, w koszarach na Wólce we Lwowie, na podstawie rozkazu nr 101/20 dowódcy baterii zapasowej artylerii konnej nr 2 rozpoczęto formowanie 3 baterii 6 dak (złożonej z gimnazjalistów). Na stanowisko dowódcy 3 baterii został wyznaczony porucznik Antoni Mokrzycki, będący adwokatem. Po trzydniowym przeszkoleniu 3 bateria została skierowana na front.

## Walki poszczególnych baterii o granice
Wojenna historia dywizjonu to oddzielne losy jego baterii.

### Działania 1 baterii
1 bateria 6 dak powstała jako 3/1 dak. Została uzbrojona we włoskie 75 mm armaty polowe wz. 1906, niemieckie ciężkie karabiny maszynowe Maxim wz. 1908, karabinki francuskie, a później austriackie oraz wyposażona w uprzęże i rzędy austriackie.
11 maja 1920 z dworca Warszawa-Wschodnia odjechała na front. 13 maja przybywa do Wilna, tam została podporządkowana dowódcy 1 Brygady Jazdy, włączona w skład 1 dak i tymczasowo zakwaterowana w koszarach 13 pułku Ułanów Wileńskich. 17 maja bateria została przetransportowana koleją na stację Ignalino, skąd pomaszerowała do wsi Pięta. I pluton pod dowództwem por. Mikołaja Więckowskiego przydzielono 11 pułkowi Ułanów Legionowych działającemu w rejonie folwarku Wymskiego, a II dowodzony przez por. Jana Radwana do 7 pułku Ułanów Lubelskich. Ten ostatni wspierał ułanów w wypadach na Wielenie i Małe Kruki. 28 maja I pluton wziął udział w wypadzie na Stary Pohost. 6 czerwca już cała bateria uczestniczyła w ataku na Dzisnę. Podczas boju pod Błażką strzelała z odkrytych stanowisk zmuszając Sowietów do odwrotu. W następnych dniach bateria walczyła pod Jakubowem, Małymi Krukami i Hulkami.
27 czerwca 1 bateria załadowała się na eszelon w Duksztach, skąd przetransportowano ją do Równego, a dalej marszem pieszym przeszła w rejon Tuczyna. 2 lipca otworzyła ogień do nieprzyjaciela. Po kontrataku Sowietów, odcięta od własnych wojsk, bateria pod dowództwem por. Radwana przebiła się do ugrupowania polskiej piechoty. Prowadząc działania odwrotowe na Wołyniu, walczyła między innymi w rejonie Łysuchy, Młynowa, Chodze, kolonii Bryszcze, wsi Rekany, Werbajew, Mstyszyn, Podliścia i Boratyna. 7 sierpnia przeszła pod Kryłowem na zachodni brzeg Bugu. Następnie uczestniczyła w walkach pod Tyszowcem i Hrubieszowem. Od 16 sierpnia brała udział w polskiej ofensywie wspierając oddziały 3 Dywizji Piechoty Legionów. Walczyła pod Łowczą, Włodawą, Brześciem Litewskim i Żabinką. 2 września przetransportowana została koleją do Lwowa celem uzupełnienia. Tu dołączyła do dowództwa 6 dak i 3 baterii i razem z nimi przeszła na Wołyń. Szlak bojowy zakończyła w okolicach Korca i Zwiahla.

### Działania 2 baterii
Po sformowaniu 2 bateria była uzbrojona w rosyjskie 76,2 mm armaty polowe wz. 1902, niemieckie ciężkie karabiny maszynowe Maxim wz. 1908, austriackie 8 mm karabinki Mannlicher wz. 1895 oraz wyposażona w uprzęże i rzędy austriackie. Na uzbrojeniu obu baterii znajdowały się szable polskie z Fabryki Broni Siecznej Gabriela Borowskiego.
12 maja 1920 dowództwo 6 dak i 2 bateria zostały przewiezione koleją do Lwowa, gdzie zakończony został proces formowania jednostki. 22 czerwca 2 bateria przybywa koleją do Włodzimierza Wołyńskiego, gdzie zostaje podporządkowana dowódcy Grupy Operacyjnej Jazdy i włączona w skład 4 dywizjonu artylerii konnej. Dowódcą 4 dak był kapitan Michał Belina-Prażmowski, pierwszy dowódca 6 dak. Tu przez dłuższy czas bateria pozostawała w odwodzie. 30 i 31 lipca nad Styrem, działając pojedynczymi plutonami, a nawet działonami, wspierała walkę piechoty i kawalerii.
1 sierpnia bateria została podporządkowana dowódcy 6 Brygady Jazdy. Pod Smażowem i pod Stanisławczykiem walczyła z kawalerią Budionnego. 3 sierpnia w rejonie Brodów obroniła się ogniem na wprost przed atakiem nieprzyjaciela, a 8 sierpnia, będąc w kolumnie marszowej, otworzyła ogień zmuszając nieprzyjaciela do odwrotu. W dniach 11 – 13 sierpnia bateria walczyła w rejonie Radziechowa. W obronie miasta rozwinęła stanowiska ogniowe w rejonie kościoła. Mimo że podczas walki była wielokrotnie zmuszona do zmiany frontu, prowadziła silny i celny ogień. Zagrożona okrążeniem, wycofała się z miasta. W czasie walk o jego utrzymanie poległo 2 żołnierzy (w tym dowódca baterii por. Adam Petrażycki), 3 zostało rannych, a 4 wziętych do niewoli. W ciągu następnych dni bateria pod dowództwem ppor. Adama Leśniewskiego, wycofywała się przez Dobrowotor i Żółkiew. 19 sierpnia walczyła pod Artasowem. Tu zginął ppor. Leśniewski, a dowództwo baterii objął por. Władysław Kaliszek. Pod jego dowództwem 31 sierpnia bateria walczyła w bitwie pod Komarowem. Zastosowany przez dowódcę baterii manewr na polu walki uchronił otaczaną baterię przed zniszczeniem. Za postawę w boju por. Kaliszek i osłaniający odwrót pchor. Wacław Chomichowski zostali odznaczeni Orderami Virtuti Militari V klasy. Następnie bateria uczestniczyła w pościgu za armią Budionnego walcząc pod Kryłowem i Kosmowem. 15 września bateria wkroczyła do Równego. 29 września, już pod dowództwem kpt. Jana Radwana, uczestniczyła w zagonie na Korosteń oraz w boju pod Carywbrodem. Stąd bateria przeszła do kolonii Aneta, gdzie zastało ją zawieszenie broni. Następnie bateria udała się w rejon Zwiahla.

### 3 bateria
Bateria została uzbrojona w rosyjskie 76,2 mm armaty polowe wz. 1902, rosyjskie ciężkie karabiny maszynowe Maxim wz. 1910, austriackie 8 mm karabinki Mannlicher wz. 1895 i francuskie szable oraz wyposażona w uprzęże austriackie i rzędy francuskie.
16 sierpnia bateria zajęła stanowiska na rogatce żółkiewskiej, ale już 18 sierpnia otrzymała rozkaz przemarszu do Kulikowa do dyspozycji dowódcy 5 Dywizji Piechoty. Tam pluton por. Włodzimierza Czartoryskiego ogniem na wprost obezwładnił 5 sotni kozackich. 21 sierpnia działon pod dowództwem ppor. Witolda Babińskiego uczestniczył w wypadzie na Dziadziłów-Nastasów. Holowana przez samochód armata zaatakowana została przez wroga. Osamotniony działon zdołał odeprzeć wszystkie ataki i dołączyć do własnej piechoty. 25 sierpnia jedna z baterii 5 pułku artylerii polowej została zaskoczona przez nieprzyjaciela. Jej resztki wyprowadził spod ognia ppor. Babiński przy pomocy kilku kanonierów.
30 sierpnia bateria uczestniczyła w wypadzie na Wyrów, Milatyn, Busk i Krasne. Następnego dnia pod Kutkorzem zmusiła do odwrotu sowiecki pociąg pancerny i odparła trzy ataki nieprzyjaciela. Do 8 września bateria wspierała obronę linii Bugu. I pluton por. Mokrzyckiego ze stanowisk ogniowych w Busku, a II pluton por. Czartoryskiego w rejonie Streptowa. Następnie bateria skierowana została do Lwowa, a stąd na Wołyń. W rejonie Zwiahla dołączyła do macierzystego 6 dywizjonu artylerii konnej.
| Obsada personalna pułku w 1918–1920 |                               |                            |
| Dowództwo                           |                               |                            |
| dowódca dywizjonu                   | kpt. Michał Belina-Prażmowski |                            |
| adiutant                            | ppor. Zygmunt Krzymuski       |                            |
| oficer łączności                    | pchor. Bohdan Święcicki       |                            |
| 1 bateria                           |                               |                            |
| dowódca baterii                     | por. Stanisław Kopański       | 1919 -                     |
| dowódca baterii                     | por. Mikołaj Prus-Więckowski  | 1920                       |
| oficer baterii                      | pchor. Bohdan Święcicki       | 1919 -                     |
| oficer baterii                      | pchor. Kazimierz Mianowski    | 1919 -                     |
| oficer baterii                      | ppor. Julian Henrych          | V 1920 -                   |
| I oficer baterii                    | por. Jan Radwan               | był VI 1920 -              |
| dowódca I plutonu                   | por. Michał Zawadzki          | V 1920 -                   |
| dowódca II plutonu                  | pchor. Kazimierz Mianowski    | V 1920 -                   |
| szef 1 baterii                      | wachm. Józef Klimek           | 1919 -                     |
| 2 bateria                           |                               |                            |
| dowódca baterii                     | ppor. Tadeusz Linsenbarth     | do 7 II 1919               |
| dowódca baterii                     | por. Adam Petrażycki          | 7 II 1919 - † 13 VIII 1920 |
| dowódca baterii                     | ppor. Adam Leśniewski         | 16- † 19 VIII 1920         |
| dowódca baterii                     | por. Władysław Kaliszek       | 19 VIII - 29 IX 1920       |
| dowódca baterii                     | kpt. Jan Radwan               | od 29 IX 1920              |
| I oficer baterii                    | ppor. Adam Giżyński           | do VIII 1920               |
| I oficer baterii                    | ppor. Ludwik Ćwirko-Godycki   | od IX 1920                 |
| oficer baterii                      | ppor. Kalikst Sosnowski       |                            |
| oficer łączności                    | ppor. Ludwik Ćwirko-Godycki   | do IX 1920                 |
| oficer łączności                    | por. Iwanow Leonidas          | od IX 1920                 |
| dowódca I plutonu                   | pchor. Wacław Chomichowski    |                            |
| dowódca II plutonu                  | pchor. Walerian Lewaszkiewicz |                            |
| szef baterii                        | plut. Józef Popławski         |                            |
| 3 bateria                           |                               |                            |
| dowódca baterii                     | por. Antoni Mokrzycki         |                            |
| I oficer baterii                    | por. Włodzimierz Czartoryski  |                            |
| oficer łączności                    | pchor. Tadeusz Decowski       |                            |
| dowódca I plutonu                   | ppor. Witold Babiński         |                            |
| dowódca II plutonu                  | pchor. Zygmunt Mianowski      |                            |
| dowódca ckm                         | pchor. Bolesław Wierzbiański  |                            |

### Mapy walk dywizjonu

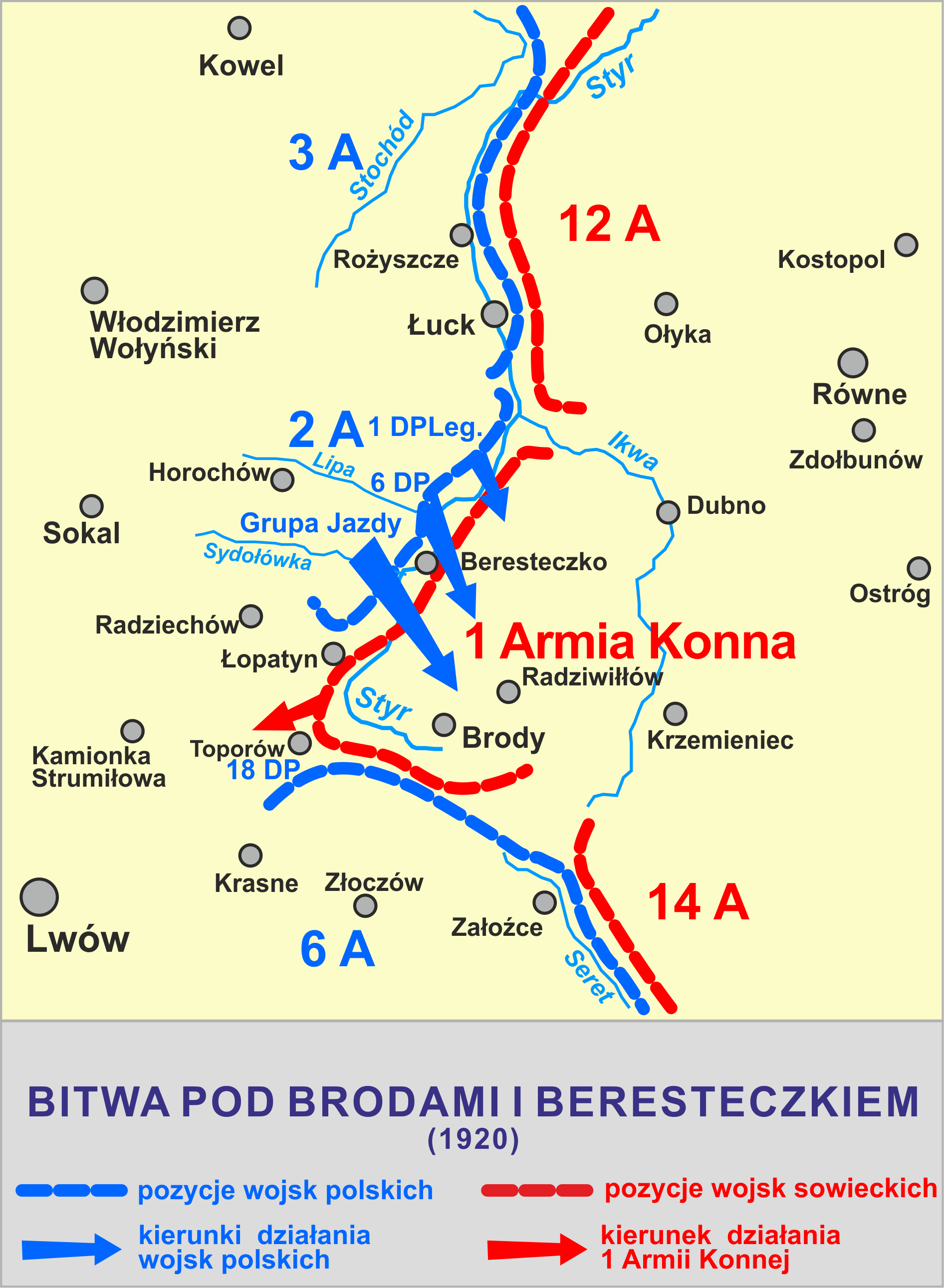
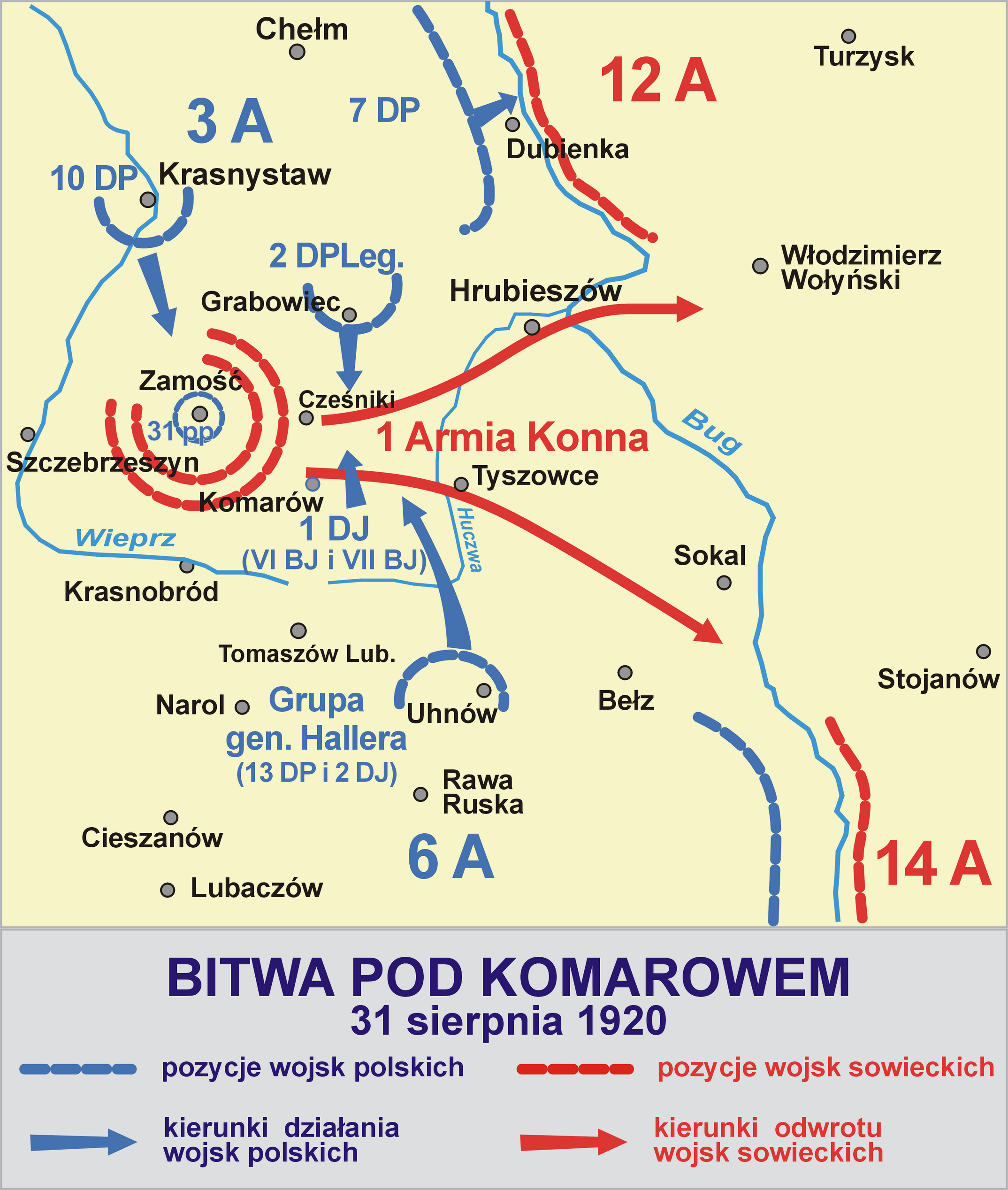
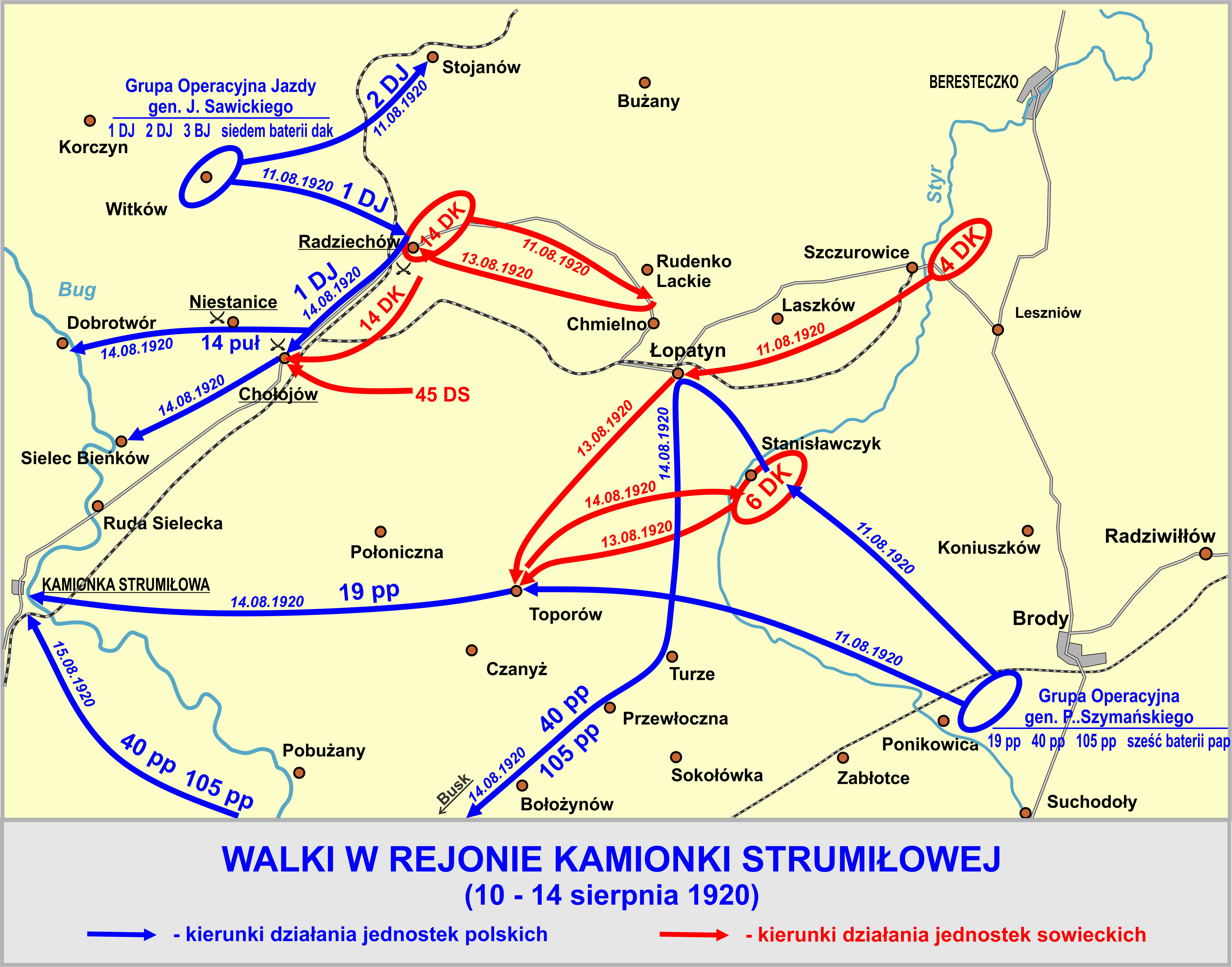

### Bilans walk
W czasie działań bojowych zginęło w pierwszej linii 3 oficerów oraz 5 szeregowych.
Za zasługi bojowe 19 osób otrzymało Krzyże Srebrne Orderu Virtuti Militari V klasy. Ponadto 14 oficerów i 28 szeregowych zostało odznaczonych Krzyżem Walecznych.
| Polegli i zmarli z ran w latach 1918–1920 |              |                                 |
| Stopień, imię i nazwisko                  | Data śmierci | Miejsce (uwagi)                 |
| mjr Michał Belina-Prażmowski              | 12 IX1920    | Michale                         |
| kpt. Adam Petrażycki                      | 13 VIII 1920 | Radziechów                      |
| ppor. Adam Leśniewski                     | 19 VIII 1920 | Artasów                         |
| kan. Antoni Błaszczak                     | 12 III 1920  | Warszawa (choroba)              |
| kan. Aleksander Łagowski                  | 26 XII 1920  | Szpital polowy nr 307 (choroba) |
| bomb. Franciszek Łukasiewicz              | 29 X 1920    | Zakopane (choroba)              |
| kan. Walenty Wilk                         | 6 XII 1920   | Łuck (choroba)                  |
| kan. Jan Zagórski                         | 13 VIII 1920 | Radziechów                      |

| Kawalerowie Virtuti Militari                                                                     | Kawalerowie Virtuti Militari     | Kawalerowie Virtuti Militari |
| ------------------------------------------------------------------------------------------------ | -------------------------------- | ---------------------------- |
| Żołnierze pułku odznaczeni Krzyżem Srebrnym Orderu Wojennego Virtuti Militari za wojnę 1918–1920 |                                  |                              |
| kan. Władysław Bednarek                                                                          | śp. mjr Michał Belina-Prażmowski | ppor. Wacław Chomichowski    |
| kan. Bohdan Greipel                                                                              | ppor. Jerzy Jackowski            | por. Władysław Kaliszek      |
| śp. ppor. Adam Leśniewski                                                                        | ppor. Walerian Lewaszkiewicz     | bomb. Stanisław Olesiewicz   |
| kpr. Piotr Panko                                                                                 | bomb. Adam Pankowski             | śp. kpt. Adam Petrażycki     |
| plut. Józef Popławski                                                                            | bomb. Konstanty Rojecki          | kpr. Jan Tymoszuk            |
| plut. Tadeusz Waligórski                                                                         | kpt. Mikołaj Prus-Więckowski     | kan. Stanisław Witek         |
| kpr. Stefan Wojewódzki                                                                           |                                  |                              |

## Dywizjon w okresie pokoju

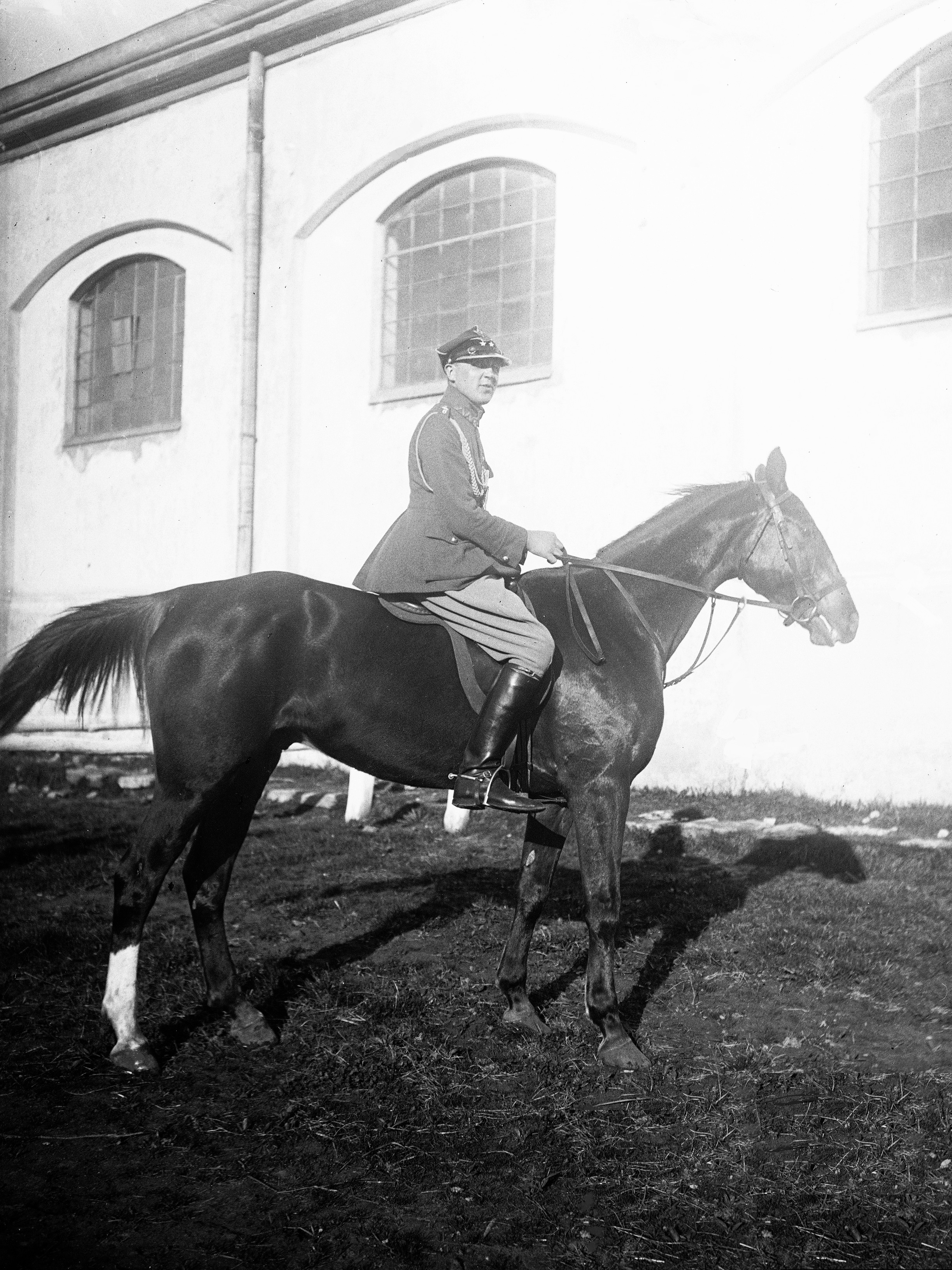
Oficer 6 dak na koniu na tle budynku stajni w Stanisławowie

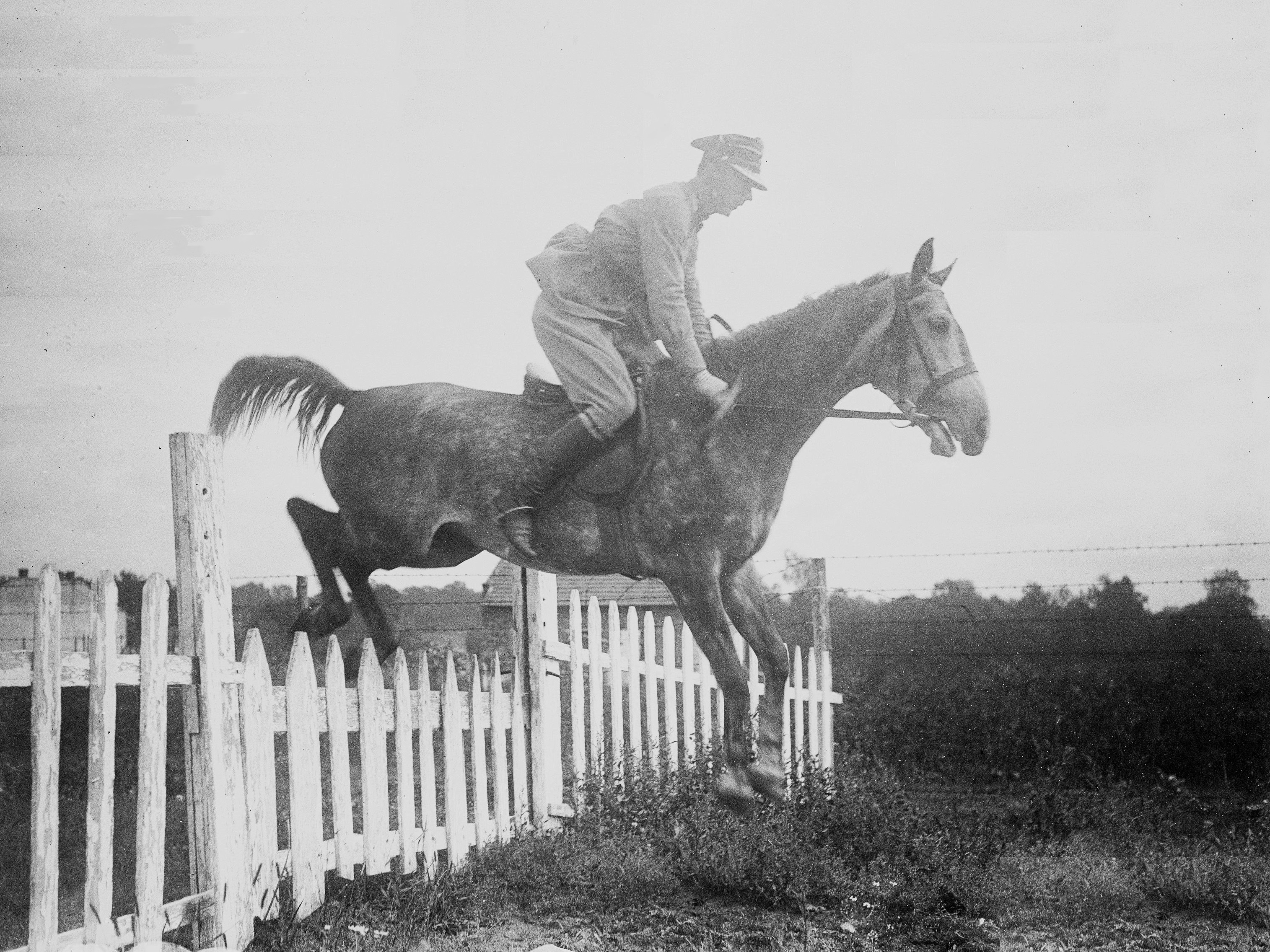
Ćwiczenia konne ze skokami przez przeszkody w 6 dak

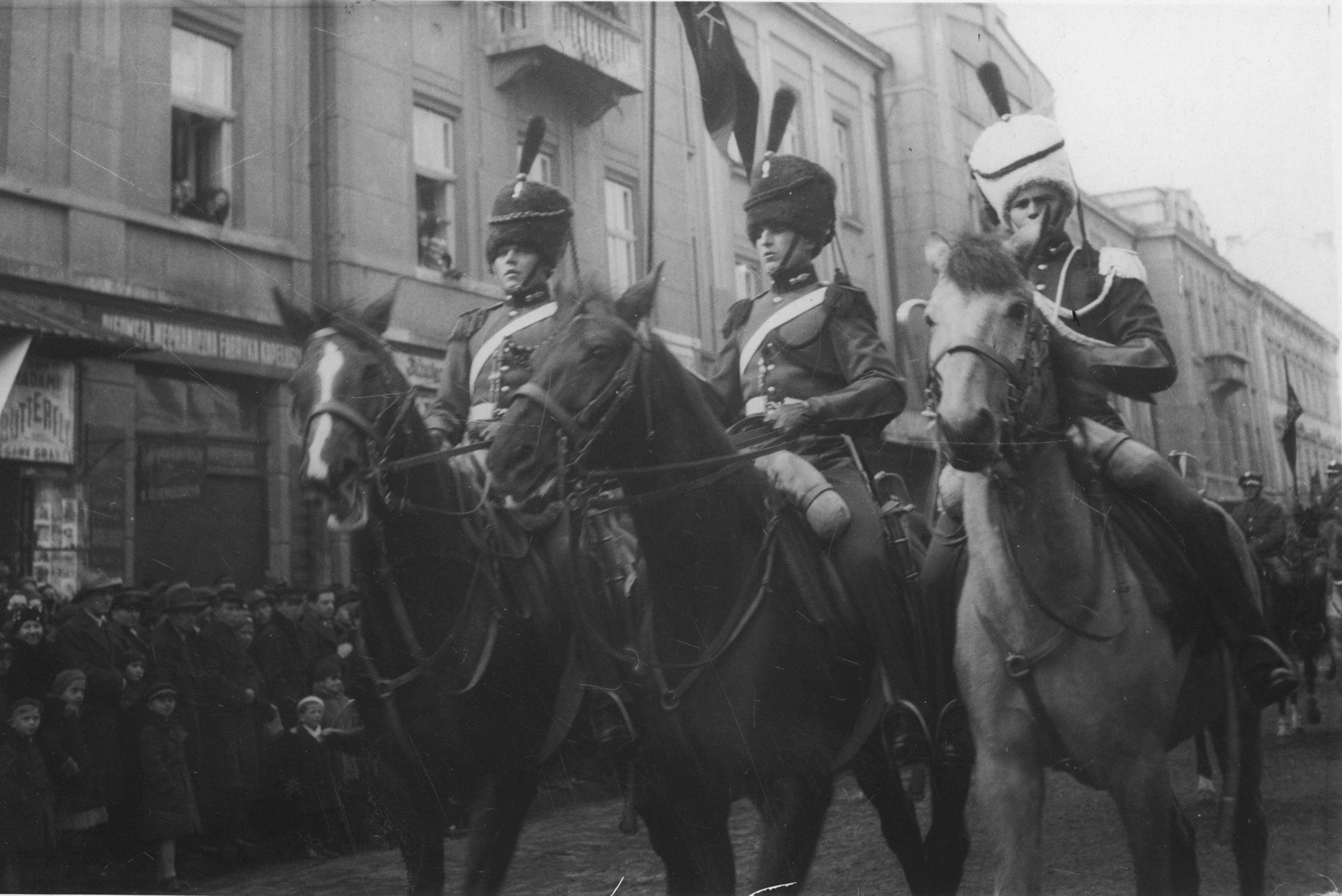
Uroczystości imieninowe Józefa Piłsudskiego w Stanisławowie. Defilada, żołnierze w mundurach z okresu Księstwa Warszawskiego

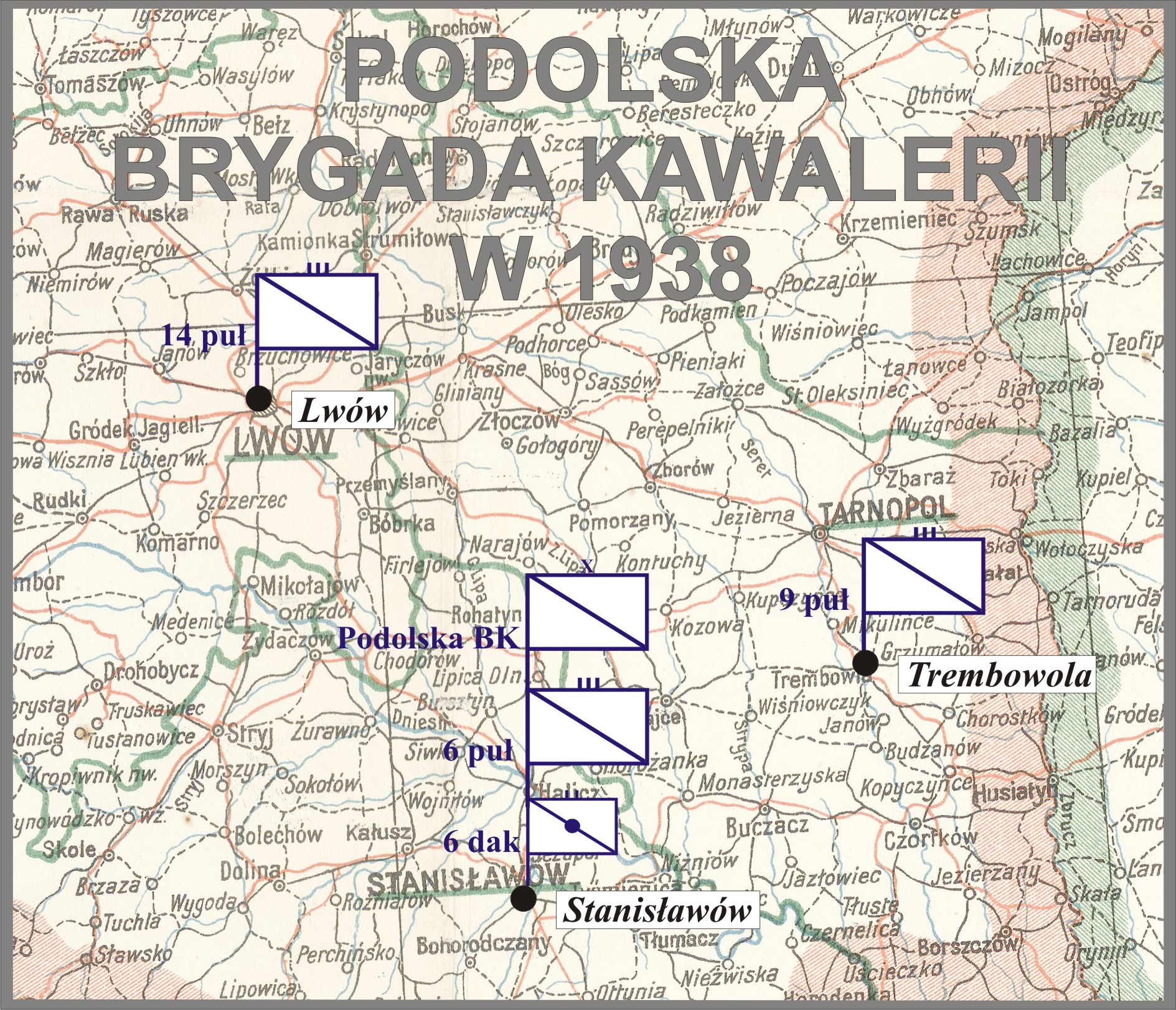
Podolska BK w 1938

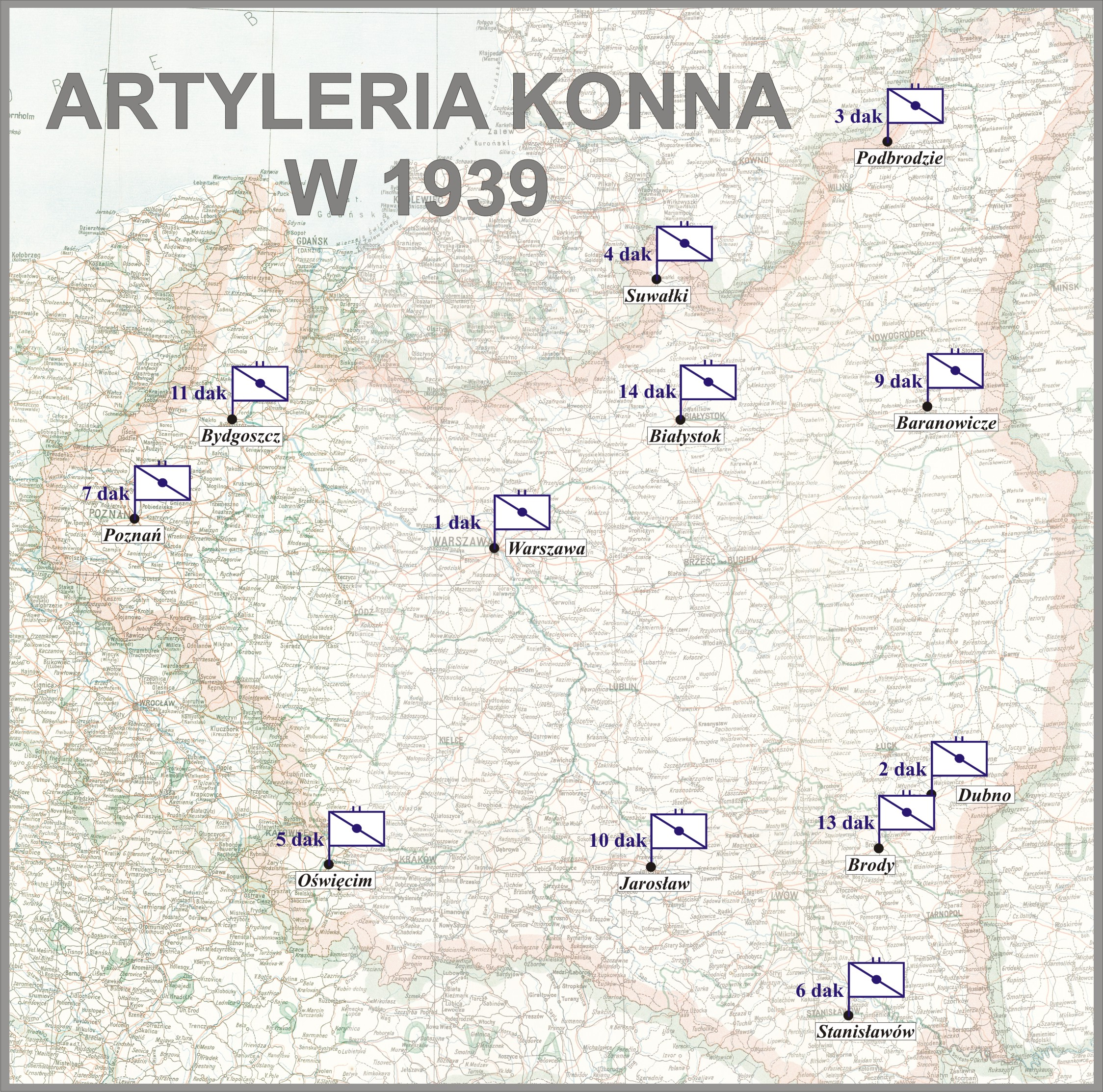
Artyleria konna Wojska Polskiego w 1939 przed wybuchem II wojny światowej

### Zakwaterowanie
Po zakończeniu działań bojowych dywizjon pozostał nadal w rejonie Zwiahla, a następnie wycofał się na linię demarkacyjną i do 1921 pełnił na niej służbę patrolową. Po podpisaniu pokoju w Rydze przeszedł do swojego nowego miejsca postoju w koszarach na Wulce we Lwowie (Okręgu Korpusu nr VI).
W maju 1924 dywizjon został włączony w skład 6 Samodzielnej Brygady Kawalerii, a 4 czerwca tego roku przeniesiony do garnizonu Stanisławów. Z uwagi na zniszczenia koszar i stajni w Stanisławowie przez pierwszy rok jednostka kwaterowała w okolicznych wsiach. W 1925 dywizjon zajął koszary w mieście, które w dalszym ciągu wymagały jednak prac remontowych. Po częściowym remoncie koszarowce przy ul. Zosina Wola zapewniały w miarę dobre zakwaterowanie szeregowych i właściwe utrzymanie sprzętu. Nadal jednak brakowało mieszkań dla kadry i sprzętu kwatermistrzowskiego. Przeprowadzona we wrześniu 1926 inspekcja kierowana przez gen. dyw. Mieczysława Norwid-Neugebauera stwierdziła, że niektóre budynki nie są przystosowane do kwaterowania dywizjonu artylerii konnej. 3 bateria posiadała zdewastowane stajnie po byłym szpitalu koni. Remont kontynuowano do końca 1927. Wybudowano dwie nowoczesne kuchnie oraz ocieplono część stajni. Z uwagi na brak kredytów, prace przerwano.
Kolejna inspekcja przeprowadzona z początkiem 1930 przez inspektora armii gen. dyw. Juliusza Rómmla stwierdziła, iż w budynkach koszarowych grzyb zniszczył podłogi, a brak pieców na korytarzach i w ustępach powodował dotkliwe zimno. Piwnice budynku podoficerskiego były w zasadzie zalane wodą gruntową, a w kilku stajniach stropy groziły zawaleniem. Dużym problemem były cztery studnie z często psującymi się ręcznymi pompami. Na terenie koszar znajdowała się kryta ujeżdżalnia, ale jej stan groził zawaleniem i dowódca dywizjonu wydał zakaz korzystania z niej.

### Szkolenie w pułku
Najważniejszym zadaniem każdej jednostki jest szkolenie żołnierzy. Jego poziom kontrolowany był poprzez systematycznie przeprowadzane inspekcje. W lutym 1925 lutego inspekcję w 6 dak przeprowadził generalny inspektor kawalerii gen. Tadeusz Rozwadowski. Stwierdził on dobry wygląd żołnierzy i bardzo dobry poziom wyszkolenia. Rok później jednostkę kontrolował gen. Mieczysław Norwid-Neugebauer. Liczyła ona w owym czasie 15 oficerów, 29 podoficerów zawodowych, 276 szeregowych i 326 koni. W protokole ujęto staranny dobór kadry instruktorskiej, wzorowe utrzymanie sprzętu i magazynów mobilizacyjnych oraz bardzo dobry stan koni. Jedynie buty szeregowych były w fatalnym stanie. W 1928 gen. Norwid-Neugebauer stwierdził zaledwie zadowalający stan wyszkolenia bojowego. Na 41 podoficerów zawodowych zaledwie 27% uczestniczyło w zajęciach. Kadra podoficerska została określona jako „niejednolita”, a plan mobilizacyjny wymagał szybkiej aktualizacji. W kwietniu 1930 inspekcji dywizjonu dokonał gen. Rómmel. Stwierdził on dobry stan koni oraz woltyżerki i jazdy konnej. Szkolenie rekruckie ocenił na bardzo dobrze.
W latach 1936/37 kontroli dokonywał inspektor armii gen. dyw. Kazimierz Fabrycy. Ocenił on poziom wyszkolenia w sposób następujący: pod względem wartości taktycznych kadra dywizjonu otrzymała ocenę dobrą, ale współdziałanie z innymi broniami oceniono jako niedostateczne; wartość moralna kadry oficerskiej oceniona została jako dobra, a kadra podoficerska otrzymała ocenę dostateczną; stopień wyszkolenia dowódcy dywizjonu, oficerów sztabu i podoficerów zawodowych został oceniony dobrze, zaś oficerów młodszych dostatecznie.

### Święta państwowe i wojskowe w dywizjonie
Szczególnie istotne w dla żołnierzy 6 dak było święto dywizjonowe. 19 maja 1927 minister spraw wojskowych, marszałek Polski Józef Piłsudski ustalił i zatwierdził datę 13 sierpnia jako datę święta dywizjonu. Święto obchodzono w rocznicę walki stoczonej 13 sierpnia 1920 pod Radziechowem przez 2 baterię kapitana Adama Petrażyckiego. Obchody najczęściej łączono z dniem Wojska Polskiego i przez 3 dni odbywały się w dywizjonie uroczystości. W tych dniach organizowano przeglądy wojska, defilady zawody sportowe itp.
14 grudnia 1937 minister spraw wojskowych gen. dyw. Tadeusz Kasprzycki nadał 6 dak nazwę „6 Dywizjon Artylerii Konnej imienia generała Romana Sołtyka”. Co roku uroczyście obchodzono też dzień imienin marszałka Józefa Piłsudskiego. W 1939 obchody rozpoczęły się wieczorem 18 marca. Żołnierze w szyku pieszym z pochodniami i przy akompaniamencie werbli przemaszerowali ulicami Zosina Wola - Sobieskiego - Sapieżyńską - Kilińskiego - Romanowskiego - 3 Maja - Sapieżyńską - Pierackiego - Gillera - Bilińskiego - Zosiną Wolą do koszar. Następnego dnia na 8.00 w ujeżdżalni 2 baterii zarządzono uroczystą zbiórkę dywizjonu. Przemawiał p.o. dowódcy dywizjonu mjr Wacław Cypryszewski. Potem żołnierze wzięli udział w mszy żałobnej i pogadance poświęconej Marszałkowi. O 19:00 wysłuchano okolicznościowego orędzia radiowego Prezydenta RP.
| Obsada personalna i struktura organizacyjna w marcu 1939 |                                     |
| Stanowisko                                               | Stopień, imię i nazwisko            |
| dowódca dywizjonu                                        | ppłk dypl. Stanisław Podkowiński    |
| I zastępca dowódcy                                       | mjr Wacław Cypryszewski             |
| adiutant                                                 | kpt. Mieczysław Józef Greczyn       |
| lekarz medycyny                                          | por. lek. Wiktor Tadeusz Roguski    |
| lekarz weterynarii                                       | mjr Mieczysław Edward Zagajewski    |
| oficer zwiadowczy                                        | por. Jan Zygmunt Kazikowski         |
| II zastępca dowódcy (kwatermistrz)                       | kpt. Stanisław Leon Marek Szewalski |
| oficer mobilizacyjny                                     | kpt. Jerzy Lewicki                  |
| oficer administracyjno-materiałowy                       | por. Marian Jan Litwinow            |
| oficer gospodarczy                                       | kpt. int. Andrzej Starak            |
| oficer żywnościowy                                       | chor. Witold Magierski              |
| dowódca plutonu łączności                                | por. Tadeusz Franciszek Jasiewicz   |
| dowódca szkoły podoficerskiej                            | kpt. Rudolf Joch *                  |
| dowódca I plutonu                                        | por. Henryk Jabłoński               |
| dowódca II plutonu                                       | ppor. Stanisław Klim                |
| dowódca 1 baterii                                        | kpt. Mieczysław Płodowski           |
| dowódca plutonu                                          | ppor. Bogumił Konstanty Dziedzic    |
| dowódca 2 baterii                                        | kpt. Zbigniew Seweryn Wiszniewski   |
| dowódca plutonu                                          | ppor. Władysław Karol Chilomer      |
| dowódca 3 baterii                                        | kpt. Rudolf Joch (*)                |
| dowódca plutonu                                          | ppor. Zbigniew Marian Karpów        |
| odkomenderowany                                          | por. Czesław Zapert                 |

## 6 dak w kampanii wrześniowej

### Mobilizacja
Mobilizację w dywizjonie rozpoczęto 27 sierpnia 1939 o godz. 20.00. W ramach mobilizacji alarmowej w grupie zielonej w czasie od Z+24 do Z+36 zmobilizowany został do etatów wojennych 6 dywizjon artylerii konnej. W czasie od Z+40 do Z+42 zmobilizowano:
- drużynę parkową uzbrojenia nr 642,
- kolumnę taborową kawaleryjską typ II nr 646,
- warsztat taborowy nr 646.

Dodatkowo w I rzucie mobilizacji powszechnej do 4 września zmobilizowano plutony marszowe dla: 2 dak, 6 dak, 13 dak.
Wystąpiły trudności z przydziałem odpowiedniego typu koni, wozów taborowych oraz uprzęży. Zabrakło części broni krótkiej dla oficerów i podoficerów rezerwy, które zastąpiono karabinkami. Dokupiono część brakującej uprzęży, brakowało map zachodnich rejonów kraju. Na placu alarmowym doszło do samobójstwa podoficera 2 baterii narodowości niemieckiej. Wieczorem 29 sierpnia na dworcu w Stanisławowie załadowano do transportu kolejowego 1 baterię, a w nocy 2 baterię. 30 sierpnia dowództwo dywizjonu i kolumnę amunicyjną i jako ostatnią 3 baterię. Transporty odjechały przez Lwów, Kraków, Częstochowę, Kutno, Wrześnię do Nekli. W trakcie jazdy eszelonu z dowództwem dywizjonu i kolumną amunicyjną w nocy 30/31 sierpnia na stacji Bóbrka-Chlebowice dywersanci zerwali łączność pomiędzy stacjami w obu kierunkach oraz rozkręcili i rozmontowali tor kolejowy. W godzinach rannych 1 września baterie 1 i 2 wyładowały się w miejscu przeznaczenia. Przed południem na miejsce dotarła 3 bateria. Ostatni transport z dowództwem dywizjonu i kolumną amunicyjną rano 1 września był atakowany przez samolot niemiecki na stacji w Koluszkach.

### Działania bojowe
W czasie kampanii wrześniowej dywizjon, złożony z trzech baterii i kolumny amunicyjnej, walczył w składzie Podolskiej Brygady Kawalerii. Jego 3 bateria udekorowana została orderem VM.

#### Działania w Wielkopolsce
Po wyładowaniu z transportów 1 bateria dołączyła do 6 pułku ułanów w rejonie Marzenin, Czerniejewo, Graby. 2 bateria dołączyła do 9 pułku ułanów w rejonie Wagowo, Czachurki, Sanniki. 3 bateria do 14 pułku ułanów w Nekli. Przed świtem 2 września został wyładowany ostatni transport z dowództwem dywizjonu i kolumną amunicyjną. Zgodnie z rozkazem Naczelnego Wodza, dowódca Armii „Poznań“ wysunął nocą 2/3 września Podolską Brygadę Kawalerii na przedpole Poznania, która następnie zluzowała 14 Dywizję Piechoty. Do świtu 3 września 6 dak przeszedł na zachodni brzeg Warty, baterie rozwinęły się na stanowiskach ogniowych. 2 bateria w miejscowości Wysogotowo (majątek Pokrzywnica), 3 bateria w rejonie Sierosławia, 1 bateria w rejonie Skórzewo, Plewiska jako dowód Podolskiej BK. Marsz ten wykazał skandaliczny stan wozów, uprzęży i koni z poboru. Nocą 3/4 września 6 dywizjon wraz z oddziałami brygady przez Poznań przeszedł na wschodni brzeg Warty. Ponownie rano 4 września baterie zajęły stanowiska; 1 w lesie na południe od Swarzędza, 2 w lesie na północ od Kobylego Pola, 3 w rejonie Starołęki. Nocą 4/5 września, dywizjon wraz z brygada wycofał się do rejonu Gniezna, zajmując stanowiska bateriami: 1 w rejonie miejscowości Wierzyca, 2 na południe od Gniezna, 3 w rejonie Iwna. Rozkazem dowództwa Armii „Poznań“, w nocy 5/6 września brygada podjęła daleki marsz w kierunku północno-wschodnim, osiągnięto rejon Kleczewa w południe 6 września. Baterie 6 dak maszerowały wraz z ułanami poszczególnych pułków. Wieczorem wyruszono do dalszego marszu w kierunku na Przedacz, lecz nowym rozkazem rozwinięto Podolską BK na rubieży Sompolno-Babiak. 7 września baterie 1 i 2 rozwinęły się na zachód i południe od Sompolna, a 3 bateria w rejonie Babiaku. Wieczorem 7 września Podolska Brygada Kawalerii pojechała w kierunku Dąbia. Jako pierwsza pomaszerowała 3 bateria z 14 puł. przez Dębinę, Chełmno, za nimi 1 bateria z 6 puł. do Nowin Brdowskich, a 2 bateria z 9 puł. do Czołowa.

#### Udział w bitwie nad Bzurą
Do świtu 8 września 6 dak bateriami zajął nakazany rejon. 8 września Podolska BK weszła w skład Grupy Operacyjnej Kawalerii gen. bryg. Stanisława Grzmota-Skotnickiego. W nocy 8/9 września Podolska BK skoncentrowała się w rejonie Dąbie, Chełmno, Ladorudź. 6 dywizjon skoncentrował się w lesie na północ od miejscowości Dąbie. 9 września 6 dak ostrzelał pojawiające się patrole motocyklowe. O godz.18.00 14 p uł. z 2/6 dak obszedł i oskrzydlił las Rożniaków. W kierunku Uniejowa wraz z 6 p uł. pojechała 1/6 dak. O północy po przejściu mostu na Nerze, 6 p uł. rozwinął się do natarcia na Uniejów. Natarcie ułanów zaległo w ogniu niemieckiego oddziału z 360 pp 221 DP. 1 bateria zajęła stanowiska na skraju lasu kolonii Orzeszków Przed świtem „z mapy“ salwą ostrzelano rynek w Uniejowie zadając straty szykującej się do kontrataku niemieckiej odwodowej kompanii. Następnie wraz ze świtem 10 września obłożono celnym ostrzałem punkty ogniowe na cmentarzu likwidując je i obezwładniając obronę. Część Niemców w panice opuściła swoje stanowiska. Osiągnięto sukces taktyczny opanowując przez spieszonych ułanów 6 pułku Uniejów. Wkrótce 1 bateria ostrzałem zniszczyła most na Warcie. W czasie walk 1 bateria dając wsparcie wystrzelała 219 pocisków, a więc prawie cały swój zapas amunicji. 10 września w godzinach porannych 14 puł. wraz z 2 baterią zdobył Wartkowice, a w niej duże ilości żywności i amunicji. 9 pułk ułanów z 3 baterią wyruszył w nocy 10/11 września w kierunku Poddębic, zajmując las na wschód od Poddębic, gdzie w południe 3/6 dak zajęła stanowiska ogniowe. Tego dnia został zastrzelony przez dywersantów na punkcie obserwacyjnym oficer ogniowy 3 baterii ppor. Władysław Kuryłło.
10 września 6 pułk ułanów z 1/6 dak przeszedł do Wartkowic, bateria zajęła stanowiska we wsi Ignacew Parzęczewski. 2 bateria maszerowała za 14 pułkiem ułanów w kierunku Poddębic szosą z Gostkowa pod dowództwem ppor. Władysława Chilomera. Na wysokości Golic została zaatakowana przez pododdział kolarzy z niemieckiego 360 pp, wspartych samochodami pancernymi. Zaskoczona atakiem od strony Poddębic bateria, odprzodkowała na szosie i ogniem 4 armat i 2 lkm, przez 2 godziny broniła się. Podczas walki zniszczyła 6 niemieckich samochodów pancernych, przy stratach 2 rannych. O zmroku kolarze niemieccy wycofali się, a 2 bateria kontynuowała marsz przez Golinę do lasu na wschód od Poddębic. Była ostrzelana ogniem niemieckiej artylerii. Nocą 10/11 września Podolska BK skoncentrowała się na południe od Parzęczewa w rejonie Ignacew, Anastazew. Do południa porządkowano baterie, wystawiono z każdej baterii działon jako obronę ppanc. 9 puł. z 3/6 dak skierowano przez Ujazd, na południe od Białej Góry, celem przejścia na zachodni brzeg rzeki Ner. W trakcie dojazdu natknięto się na niemiecką piechotę przekraczającą Ner. W wyniku walki ułanów i wsparcia ogniem 3 baterii, niemiecki oddział został wyrzucony za Ner, a ułani małopolscy i 3 bateria przejściowo zajęli obronę nad rzeką Ner. Po nocnym przegrupowaniu, od rana 12 września Podolska BK przystąpiła do działań zaczepnych przeciwko niemieckiej 221 DP. 3/6 dak wsparła natarcie ułanów małopolskich na Białą Górę, gdzie natrafiono na silną obronę. 2/6 dak wsparła natarcie ułanów jazłowieckich na Krzepocin II, a 1 bateria wspierała ułanów kaniowskich w natarciu na Janków. W wyniku tych walk odrzucono oddziały 221 DP na zachód i opanowano szosę na odcinku dwór Gostków-Łęczyca. O zmierzchu nadszedł rozkaz dowództwa Armii „Poznań“ o odejściu Podolskiej BK za Bzurę. Baterie 6 dak zeszły ze stanowisk ogniowych i przeszły przez płonącą Łęczycę.
O świcie 13 września 6 dywizjon w całości zajął stanowiska ogniowe w rejonie Chrząstówki z zadaniem wsparcia obrony na odcinku od Błonia do Ględzianówka. Wieczorem z 14 puł. nawiązały kontakt oddziały 221 DP, które zajęły Łęczycę. Prowadzono ostrzał celi wykrytych we własnym zakresie i wskazanych przez ułanów brygady. Ponadto uzupełniono amunicję, wydano żywność dla ludzi i koni, odpoczywano. Zgodnie z rozkazem gen. dyw. Tadeusza Kutrzeby rozwiązano GOKaw. gen. bryg. Stanisława Grzmota-Skotnickiego, Podolska BK otrzymała rozkaz przejścia na północne skrzydło Armii „Poznań“.                          
O godz. 22.00 rozpoczęto marsz po osi Kutno, Żychlin, Luszyn, Omolin, Sanniki, Iłów do Bud Starych. W czasie schodzenia ze stanowisk 2/6 dak została celnie ostrzelana przez artylerię niemiecką szrapnelami i pociskami rozpryskowymi. Zabito cały zaprzęg z 6 końmi, część zaprzęgów rozproszyła się, armaty wytoczono pieszo z zagrożonego rejonu. 2 bateria podjęła marsz nad ranem 14 września. W rejonie Żychlina 14 września o godz. 8.00 miał miejsce nalot na brygadę, 6 dak uniknął strat. Postój dzienny odbył się w miejscowości Remki. Kolejnej nocy 14/15 września kontynuowano marsz, z uwagi na przegrupowanie się innych oddziałów Armii „Poznań“ i Armii „Pomorze“ drogi były zatłoczone przez oddziały, tabory i uchodźców cywilnych. Około południa brygada zatrzymała się na postój w rejonie Dwór Podczachy, Luszyn. Nocnym marszem 15/16 września przemieszczono się do Bud Starych. Podolska BK weszła w skład Grupy Operacyjnej Kawalerii gen. bryg. Romana Abrahama. Nocą 16/17 września Podolska BK trzema kolumnami maszerowała przez Bzurę, miała się wraz z Wielkopolską Brygadą Kawalerii na odcinku od Witkowic do Brochowa, uchwycić wejścia do Puszczy Kampinoskiej. Po dojściu do Bzury, do kolumny północnej 6 p uł. nie dołączyła 1 bateria, podobnie do kolumny południowej z 9 puł. nie dołączyła 3 bateria. Dowództwo 6 dak i 1 bateria, a wkrótce 3 bateria znalazły się za kolumną środkową na przeprawie przed Bzurą. Nad ranem 17 września o świcie, ze względu na słabe mosty i ich zajęcie przez tabory i inne oddziały, 6 dak pod ostrzałem artylerii niemieckiej rozpoczął przeprawę w bród pod Witkowicami.

#### Boje w Puszczy Kampinoskiej
Po przeprawie 1 bateria została przez dowódcę 6 dak odesłana do miejscowości Famułki Królewskie celem dołączenia do ułanów kaniowskich. 3 bateria podążyła do ułanów jazłowieckich, wsparła ona natarcie 7 pułku strzelców konnych na Zamość. Następnie 3/6 dak wsparła natarcie 14 p uł. na silnie bronione przez oddział niemiecki wzg.100,3. O godz. 18.00 dowództwo i 3 bateria 6 dywizjonu podjęły dalszy marsz w kierunku lasów palmirskich, po drodze wraz z ułanami odrzucając natarcie czołgów niemieckich z 4 Dywizji Pancernej z kierunku Bud Nowych. Po zmroku 3 bateria oderwała się od nieprzyjaciela i wraz z ułanami z 14 pułku wycofała się do lasu na północ od wsi Łubiec. Do maszerujących ułanów 6 pułku po trasie z Formułek Królewskich przez Krubiczew do Polesia Starego o godz. 10.00 dołączyła bateria 1/6 dak. O godz. 11.30 ułani kaniowscy uderzyli na bronioną przez oddziały niemieckie wieś Polesie Stare. Z uwagi na zadrzewienie niemożliwe było wsparcie natarcia ogniem pośrednim, spieszeni ułani zalegli w ogniu niemieckiej. Ponowne natarcie o godz.15.00 ułanów 6 pułku wsparte ostrzałem na wprost z szyków nacierających trzech armat baterii umożliwił zajęcie części wsi. Ok. godz. 17.00 nastąpił nalot niemieckich samolotów Ju-87, który spowodował zatrzymanie dalszego natarcia i straty zwłaszcza w koniach 1 baterii. Bateria wycofała się do Krubiczowa, gdzie kompletowała z koni po poległych ułanach nowe zaprzęgi do armat. Dalszy marsz w ślad za 6 puł. podjęła 1/6 dak samotnie nocą 17/18 września. Po odpoczynku w kolumnie gen. bryg. Romana Abrahama 6 dak bez 1 i 2 baterii osiągnął rejon Wędziszewa. Tu przeszedł na postój, do dywizjonu dołączyła 1 bateria, jako pododdział konnych, gdyż podczas nocnego marszu, bez map w lesie armaty i jaszcze wjechały w bagna i ugrzęzły. Z uwagi na wyczerpanie koni, armaty porzucono po uprzednim ich uszkodzeniu. W południe 18 września podjęto dalszy marsz, we wsi Czeczotki dywizjon został ostrzelany przez niemiecką artylerię zza Wisły. Dalej pojechano przez Małocice na Adamówek, dojechano na skraj lasów palmirskich, gdzie o godz. 14.00 zarządzono odpoczynek. Podjęto dalszy marsz w kierunku Warszawy przez Janówek, Pociecha, Sieraków.

#### Boje o Sieraków i Laski
Ok. północy jednostki dotarły do Sierakowa, który był silnie broniony przez jednostki niemieckiej 1 Dywizji Lekkiej. O godz. 2.00 19 września do natarcia na Sieraków przystąpiły 9 p uł., 14 p uł. i 15 pułk ułanów ze wsparciem ogniem na wprost przez 3 baterię. Sieraków zdobyto. O świcie 19 września z kierunku Truskawia wyszło uderzenie kilkunastu czołgów niemieckich, na las i zachodnią część Sierakowa. Usytuowane na skraju lasu armaty 3 baterii i armaty ppanc. ułanów ogniem na wprost zniszczyły trzy czołgi niemieckie, poległo kilku kanonierów i utracono kilka koni. Następnie 3 bateria wspierała próbę zdobycia przez ułanów Lasek. Laski były ostrzeliwane przez armaty 3 baterii, a sformowany z artylerzystów konnych 1 baterii, dowództwa dywizjonu pododdział brał udział w walce o Laski. W walce spieszonego pododdziału artylerzystów konnych kilku zostało rannych, wśród nich ppor. Bogumił Dziedzic. Do niewoli dostała się część plutonu kolumny amunicyjnej, będącej przy 3 baterii. Z uwagi na zbyt silną obronę niemiecką w Laskach, kawalerzyści i artylerzyści konni 6 dywizjonu wycofali się do lasu Smolarnia. Pomimo rozkazu zniszczenia armat ppłk Pochopień, zabrał pozostałość 6 dak do lasu Sieraków. Stamtąd z niewiadomych przyczyn ruszył pieszo do Warszawy z pozostałościami 1 baterii i częścią dowództwa dywizjonu. O świcie 20 września grupa ta, została ostrzelana przez niemiecką placówkę, oficer łącznikowy ppor. Tadeusz Stauffer poległ, a ranny ppłk Stanisław Pochopień, wraz z lekarzem por. Wacławem Krzyżewskim dostali się do niewoli. Pozostałość 1 baterii pod dowództwem por. Czesława Zaperta przedarła się do Warszawy. Bateria 3/6 dak wraz ze zwiadem dywizjonowym wyruszyła przez Dąbrowę i Łomianki ku Warszawie. Pod Łomiankami została zaatakowana przez niemiecki podjazd, na rozkaz kpt. Rudolfa Jocha, bateria odprzodkowała i ogniem na wprost odrzuciła niemiecki pododdział.
Zwiad dywizjonowy 6 dak szarżą przebił się przez linie niemieckie, strzegący tego odcinka niemiecki pododdział wycofał się. O świcie 3/6 dak i konna pozostałość dywizjonu z 4 armatami dotarła do stolicy. Do miejsca postoju Podolskiej BK na terenie Centralnego Instytutu Wychowania Fizycznego na Bielanach spływały pozostałości 6 dak. 2 bateria dotarła w rejon przeprawy przez Bzurę 17 września z dużym opóźnieniem. W trakcie marszu 2/6 dak została zaatakowana przez lotnictwo niemieckie, co spowodowało podzielenie jej na dwie części. W pierwszej części oprócz I plutonu był zwiad baterii i oficer ogniowy. Ok. godz. 10.00 przeprawiła się przez Bzurę druga część 2 baterii, a w niej II pluton wraz z plutonem kolumny amunicyjnej. Obie części 2 baterii kierowały się w południową część Puszczy Kampinoskiej. I pluton ze zwiadem maszerując nocą 18/19 września skierował się na Modlin. W trakcie czego został ostrzelany przez niemiecką artylerię i utracił kilkanaście koni. Z uwagi na brak koni porzucono oba jaszcze. O świcie 19 września w marszu, ponownie półbateria por. rez. Adama Morawskiego została ostrzelana przez niemiecką artylerię, utraciła kolejnych kilka koni. Ze względu na to, porzucono jedną armatę i zdemontowano z niej zamek. Skierowano się w kierunku Palmir, a nocą 19/20 września półbateria pojechała w kierunku Warszawy. Po drodze znaleziono porzucony z zaprzęgiem i amunicją jaszcz. 20 września półbateria wsparła pododdział piechoty w walce z czołgami niemieckimi. Wieczorem półbateria por. rez. Adama Morawskiego dołączyła z jedną armatą i jednym jaszczem oraz zwiadem 2/6 dak do pozostałości 6 dak w CIWF na Bielanach. Drugi człon 2 baterii z plutonem kolumny amunicyjnej, dowodzony przez kpt. Zbigniewa Wiszniewskiego, był ostrzeliwany przez artylerię niemiecką podczas marszu w puszczy, skierował się do Modlina. Do tej części 2 baterii dołączył por. rez. Leon Liwicki i por. Ładomirski. Nocą 19/20 września skierowała się ta część 2 baterii do Palmir. Została włączona do grupy płk. Juliana Skokowskiego. Na stanowiska jej był dokonany nalot, w wyniku jego poniosła duże straty osobowe. Wcielono do niej artylerzystów z II dywizjonu 17 pułku artylerii lekkiej. W nocy 20/21 września i ta część 2 baterii wyruszyła w kierunku Warszawy w zgrupowaniu gen. bryg. Mikołaja Bołtucia. 22 września udzieliła wsparcia artyleryjskiego natarciu na Łomianki Górne. W trakcie tej walki ciężko ranny został por. rez. Józef Ładomirski. Wobec niepowodzenia natarcia skierowano się na Buraków, skąd usiłowano przebić się pomiędzy szosą, a wałem wiślanym do Warszawy. Nastąpił nalot lotnictwa niemieckiego, który zniszczył obie armaty i zadał ciężkie straty półbaterii kpt. Wiszniewskiego. Następnie resztki 2 baterii przystąpiły do walki pieszej usiłując przerwać okrążenie. Przyniosło to następne straty, wśród nich śmiertelnie rany odniósł por. rez. Leon Liwicki. Ocalałe resztki dostały się do niewoli.

#### W obronie Warszawy
22 września nastąpiło przegrupowanie do Łazienek pozostałości Podolskiej BK i pozostałości 6 dak. Podczas przejazdu ulicami miasta, teren ten znalazł się pod ostrzałem niemieckiej dalekonośnej artylerii, jeden z pocisków trafił w maszerującą kolumnę. Poległo 5 żołnierzy, 3 zostało rannych, zabito 4 konie, a 3 raniono. Resztki dywizjonu zatrzymały się w Alei Szucha przy kasynie garnizonowym. W wyniku reorganizacji kawalerii z pozostałości 6 dak utworzono baterię, która wspólnie z pozostałościami 7 dywizjonu artylerii konnej, utworzyła kombinowany dywizjon artylerii konnej. 5-działowa bateria 6 dak zajęła stanowiska ogniowe w Łazienkach koło Belwederu, skąd rozpoczęła ostrzał celów. W trakcie dalszych walk w okresie od 24 do 27 września bateria wspierała pododcinek południowy od Ochoty do brzegu Wisły. Podczas bombardowań i ostrzału artylerii niemieckiej, rannych zostało 2 żołnierzy i utracono kilka koni zabitych. Po kapitulacji Warszawy uszkodzono broń, dywizjon formalnie rozwiązał kpt. Rudolf Joch 30 września tuż przed wyjściem do niewoli.
Dekretem z 11 listopada 1966 3 bateria 6 dywizjonu artylerii konnej w uznaniu czynów niezwykłego męstwa w okresie II wojny światowej (kampania wrześniowa) została odznaczona Krzyżem Srebrnym Orderu Virtuti Militari.

### Plutony marszowe 6 dak, 2 dak i 13 dak
Zgodnie z planem mobilizacyjnym w koszarach 6 dywizjonu artylerii konnej, sformowano do 4 września, pluton marszowy 1/6 dak, pod dowództwem ppor. rez. Juliusza Zarzyckiego. Do 15 września pluton stacjonował w Stanisławowie i był podporządkowany dowódcy Ośrodka Zapasowego Podolskiej Brygady Kawalerii. Po ogłoszeniu mobilizacji powszechnej do koszar 6 dak przybyły kilkuosobowe grupy oficerów i podoficerów z 2 dywizjonu artylerii konnej i 13 dywizjonu artylerii konnej. Ze skierowanych zasobów mobilizacyjnych oraz wyposażenia i broni pozostałego w magazynach 6 dak i napływających rezerwistów podjęto formowanie z zalążków przysłanych przez 2 i 13 dak ich plutonów marszowych. Po ich zmobilizowaniu, weszły w skład OZ Podolskiej BK w Stanisławowie. Plutonem marszowym 1/2 dak dowodził ppor. rez. Zbigniew Letyński. Plutonem marszowym 1/13 dak dowodził por. rez. Witold Cieński. Rano 14 września lub 15 września dowódca Grupy „Stryj“ gen. bryg. Maksimilian Milan-Kamski wydał rozkaz zorganizowania z części żołnierzy ośrodka, pułku marszowego Podolskiej Brygady Kawalerii, pod dowództwem ppłk. Włodzimierza Gilewskiego. Z trzech plutonów marszowych artylerii konnej, sformowano 4 szwadron pułku marszowego, w składzie:
- dowódca 4 szwadronu - rtm. Jerzy Cielecki (9 p uł.)
  - dowódca I plutonu - ppor. rez. Zbigniew Lityński (2 dak)
  - dowódca II plutonu - ppor. rez. Juliusz Zarzycki (6 dak)
  - dowódca III plutonu - por. rez. Witold Cieński (13 dak)
  - szef szwadronu - plut. Józef Król[59]

4 szwadron liczył 4 oficerów, 25 podoficerów rezerwy, 80 konnych artylerzystów, 115 koni, 7 wozów taborowych, 1 kuchnię polową. Posiadał na uzbrojeniu kbk wz. 29 i szable typu francuskiego, brak był zupełny broni maszynowej, połowa stanu otrzymała używane buty filcowe. O godz. 19.30 szwadron wymaszerował ze Stanisławowa, celem obsadzenia przepraw na rzekach Stryj i Dniestr w miejscowościach Brzeziny, Żurawno i Żydaczów. Maszerowano przez Stanisławów, Bednarów i Wistową, tu zarządzono postój. 16 września rano ruszono na Czercze, gdzie o godz. 16.00 4 szwadron otrzymał rozkaz obsadzenia przeprawy w Żurawnie. Żurawno szwadron osiągnął o świcie 17 września. Po otrzymaniu informacji o agresji sowieckiej szwadron bronił przeprawy do godz. 8.00 18 września. Następnie pojechał przez Włodzimierce do Sulatycz, gdzie połączył się z pułkiem marszowym. Po czym przemaszerowano przez Dolinę do Wygody, gdzie nocowano. Rano pomaszerował 4 szwadron artylerzystów konnych na Przełęcz Wyszkowską, granicę pułk przekroczył po godz. 16.00 zatrzymując się we wsi Toronia. 20 września pułk i 4 szwadron zdał broń Węgrom.

### Oddział Zbierania Nadwyżek 6 dak
Po zmobilizowaniu wszystkich przewidzianych planem pododdziałów, pozostała grupa kadrowych oficerów i podoficerów, a także rezerwistów. Nadwyżki dowodzone przez kpt. Stanisława Szewalskiego, oraz por. Mariana Litwinowa, por. Tadeusza Jasiewicza z nadwyżkami osobowymi, organami kwatermistrzowskimi i oddziałem koni remontowych, w dniu 5 września wyjechały do Ośrodka Zapasowego Artylerii Konnej nr 2 w Zamościu. OZN 6 dak dotarł do Zamościa 8 września i po wcieleniu w jego skład został zakwaterowany w okolicznych wsiach. 9 września jeden działon bez koni, pod dowództwem por. rez. inż. Ludwika Bilińskiego został załadowany na samochody ciężarowe i odjechał do Puław. Miał wesprzeć obronę mostu na Wiśle, dalsze jego losy nie są znane. 10 września Ośrodek Zapasowy Artylerii Konnej nr 2 otrzymał rozkaz przemarszu do Włodzimierza Wołyńskiego. Z uwagi, że marsze odbywano nocami do Włodzimierza Wołyńskiego ośrodek dotarł 17 września. Po otrzymaniu informacji o agresji sowieckiej 19 września ośrodek odmaszerował na zachód. Podczas marszów był kilkakrotnie bombardowany przez lotnictwo sowieckie. 2 października ośrodek został otoczony w lasach biłgorajskich i poddał się wojskom sowieckim.
| Struktura organizacyjna i obsada personalna we wrześniu 1939 |                                                             |
| Stanowisko                                                   | Stopień, imię i nazwisko                                    |
| Dowództwo                                                    |                                                             |
| dowódca                                                      | ppłk dr Stanisław Pochopień (VM)                            |
| adiutant dywizjonu                                           | por. Jan Zygmunt Kazikowski (VM)                            |
| oficer zwiadowczy                                            | kpt. rez. inż. Tadeusz Saryusz-Bielski                      |
| oficer obserwacyjny                                          | por. Czesław Zapert (VM)                                    |
| oficer łączności                                             | ppor. Bogumił Dziedzic (do 5 IX 1939) por. Henryk Jabłoński |
| oficer łącznikowy                                            | ppor. Tadeusz Stanisław Stauffer                            |
| płatnik                                                      | kpt. Andrzej Starak                                         |
| oficer żywnościowy                                           | ppor. Gracjan Stanisław Kopczyński                          |
| oficer broni                                                 | ppor. Tadeusz Łossowski                                     |
| lekarz                                                       | por. lek. Wacław Marian Krzyżewski                          |
| lekarz weterynarii                                           | por. lek. wet. Józef Wojnarowicz                            |
| dowódca kolumny amunicyjnej                                  | por. rez. inż. Leon Wiesław Liwicki                         |
| 1 bateria                                                    |                                                             |
| dowódca                                                      | kpt. Mieczysław Płodowski                                   |
| oficer ogniowy                                               | por. Henryk Jabłoński (do 5 IX 1939) ppor. Bogumił Dziedzic |
| oficer zwiadowczy                                            | ppor. Jerzy Stanisław Głuszek (VM)                          |
| dowódca I plutonu                                            | por. rez. Józef Ładomirski (do 31.08.1939)                  |
| dowódca I plutonu                                            | ppor. rez. inż. Stanisław Kopczyński                        |
| dowódca II plutonu                                           | ppor. rez. Stefan Ćwierzewicz,                              |
| dowódca II plutonu                                           | pchor. Jędrzejewski                                         |
| 2 bateria                                                    |                                                             |
| dowódca                                                      | kpt. Zbigniew Seweryn Wiszniewski                           |
| oficer ogniowy                                               | ppor. Władysław Chilomer,                                   |
| oficer ogniowy                                               | ppor. Bogumił Dziedzic (od 06.09.1939)                      |
| oficer zwiadowczy                                            | por. rez. inż. Adam Jan Morawski                            |
| dowódca I plutonu                                            | ppor. rez. Władysław Serwatowski                            |
| dowódca II plutonu                                           | ppor. rez. Leszek Szubert                                   |
| 3 bateria                                                    |                                                             |
| dowódca 3 baterii                                            | kpt. Rudolf Joch (VM)                                       |
| oficer ogniowy                                               | ppor. Stanisław Klim                                        |
| oficer zwiadowczy                                            | ppor. Władysław Kuryłko                                     |
| dowódca I plutonu                                            | ppor. rez. Antoni Sołtys - Kulinicz                         |
| dowódca II plutonu                                           | ppor. rez. Wojciech Rychliński                              |
| dowódca II plutonu                                           | pchor. Kuczyński                                            |
| kpr. Wadas (VM)                                              |                                                             |

## Symbole dywizjonu

### Sztandar
2 listopada 1937 Prezydent RP, Ignacy Mościcki zatwierdził wzór sztandaru 6 dak zgodny z Rozporządzeniem Prezydenta Rzeczypospolitej z dnia 13 grudnia 1927 r. o godłach i barwach państwowych oraz o oznakach, chorągwiach i pieczęciach.
22 listopada 1938 we Lwowie gen. dyw. Tadeusz Kasprzycki wręczył jednostce sztandar ufundowany przez społeczeństwo powiatu radziechowskiego i miasta Radziechowa.

Sztandar został wykonany zgodnie z wzorem określonym w rozporządzeniu Prezydenta Rzeczypospolitej z dnia 13 grudnia 1927 o godłach i barwach państwowych oraz o oznakach, chorągwiach i pieczęciach.
Na środku krzyża, w wieńcu laurowym, widniał napis HONOR I OJCZYZNA.
Na prawej stronie płata także znajdował się amarantowy krzyż, w środku którego wyhaftowano orła w wieńcu laurowym. Na białych polach, pomiędzy ramionami krzyża, znajdowały się cyfry 6 w wieńcach laurowych.
Na lewej stronie płatu sztandarowego umieszczone były na tarczach:
- w prawym górnym rogu – wizerunek Matki Boskiej Częstochowskiej,
- w lewym górnym rogu – wizerunek św. Barbary,
- w prawym dolnym rogu – godło Podola,
- w lewym dolnym rogu – odznaka pamiątkowa artylerii konnej.

Na ramionach krzyża kawalerskiego znajdowały się wyhaftowane nazwy i daty ważniejszych bitew pułku:
- na górnym – „Radziechów 13.VIII.1920”,
- na dolnym – „Komarów 31.VIII.1920”,
- na lewym – „Artasów 19.VIII.1920”,
- na prawym – „Korosteń 9.X.1920”.

### Odznaka pamiątkowa
Od 20 maja 1922 oficerom i żołnierzom mogły być nadawane odznaki pamiątkowe artylerii konnej, wspólne dla wszystkich dywizjonów. Odznaka miała kształt krzyża maltańskiego o ramionach pokrytych emalią białą z pozłacanymi datami 1809 i 1918. Na środek krzyża nałożony został orzeł srebrny, oksydowany, w koronie pozłacanej, trzymający w szponach pozłacane, skrzyżowane lufy armatnie z gorejącą bombą. Pod lufami proporczyk emaliowany artylerii konnej, czarno-amarantowy (od 1926 czarno-szkarłatny).

### Barwy artylerzystów konnych
| Osobne artykuły: Barwy jednostek kawalerii i barwy broni i służb Wojska Polskiego . |                                                                         |
| Grafika                                                                             | Opis                                                                    |
|                                                                                     | Łapka ciemnozielona, wypustka karmazynowa                               |
|                                                                                     | Od 14 lipca 1920 proporczyk czarno-amarantowy                           |
|                                                                                     | Od 4 sierpnia 1927 proporczyk czarno-szkarłatny                         |
|                                                                                     | Otok na czapkach – czarny (oficerowie aksamitny, szeregowi sukienny)    |
|                                                                                     | Spodnie długie ciemnogranatowe, lampasy amarantowe, wypustka amarantowa |
| Naramiennik                                                                         | numer porządkowy dywizjonu „6”                                          |

### Żurawiejki
| Osobny artykuł: Żurawiejka .                                              |                                                         |
| Więcej niż na huk pioruna drży na widok opiekuna                          | Kto spod rosyjskiego znaku idzie służyć w szóstym dak-u |
| po każdej zwrotce: Lance do boju, szable w dłoń bolszewika goń, goń, goń! |                                                         |

## Żołnierze dywizjonu
| Dowódcy dywizjonu                            | Dowódcy dywizjonu           |
| -------------------------------------------- | --------------------------- |
| kpt. art. Michał Belina-Prażmowski           | 6 XII 1919 – IV 1920        |
| mjr art. Karol Czichowski                    | IV – X 1920                 |
| kpt. art. Mikołaj Więckowski                 | p.o. X 1920 – II 1921       |
| mjr / płk art. Stefan Maleszewski            | II 1921 – 10 VI 1927        |
| ppłk / płk art. Leon Hózman-mirza-Sulkiewicz | 10 VI 1927 – IV 1934        |
| ppłk art. Zygmunt Kazimierz Karasiński       | IV 1934 – IV 1936           |
| ppłk dypl. Stanisław Podkowiński             | 1937 – X 1938)              |
| mjr art. Wacław Cypryszewski                 | p.o. XI 1938 – 26 VIII 1939 |
| ppłk art. dr Stanisław Pochopień             | 27 VIII – IX 1939           |
| Zastępcy dowódcy dywizjonu                   |                             |
| mjr art. Zdzisław Latawiec                   | 20 I 1923 – 16 V 1924       |
| mjr art. Wacław Cypryszewski                 | 1937 – VIII 1939)           |
| kpt. Stanisław Leon Szewalski (II zca)       | II z-ca d-cy/1939           |

### Żołnierze dywizjonu – ofiary zbrodni katyńskiej
Biogramy zamordowanych znajdują się na stronie internetowej Muzeum Katyńskiego
| Stopień, imię i nazwisko  | zawód              | miejsce pracy przed mobilizacją      | zamordowany |
| ------------------------- | ------------------ | ------------------------------------ | ----------- |
| ppor. rez. Witold Gucfa   | lekarz weterynarii | Akademia Weterynaryjna we Lwowie (e) | Charków     |
| chor. Witold Magierski    | żołnierz zawodowy  |                                      | Katyń       |
| ppor. lek. Wiktor Roguski | żołnierz zawodowy  |                                      | Charków     |

## Upamiętnienie
- Tablica ku czci żołnierzy 6 dak – kawalerów Orderu Virtuti Militari i poległych w 1920 r. – odsłonięta w Stanisławowie w 1932.
- Tablica upamiętniająca 6 dywizjon artylerii konnej została ustanowiona w kościele garnizonowym w Warszawie[89].

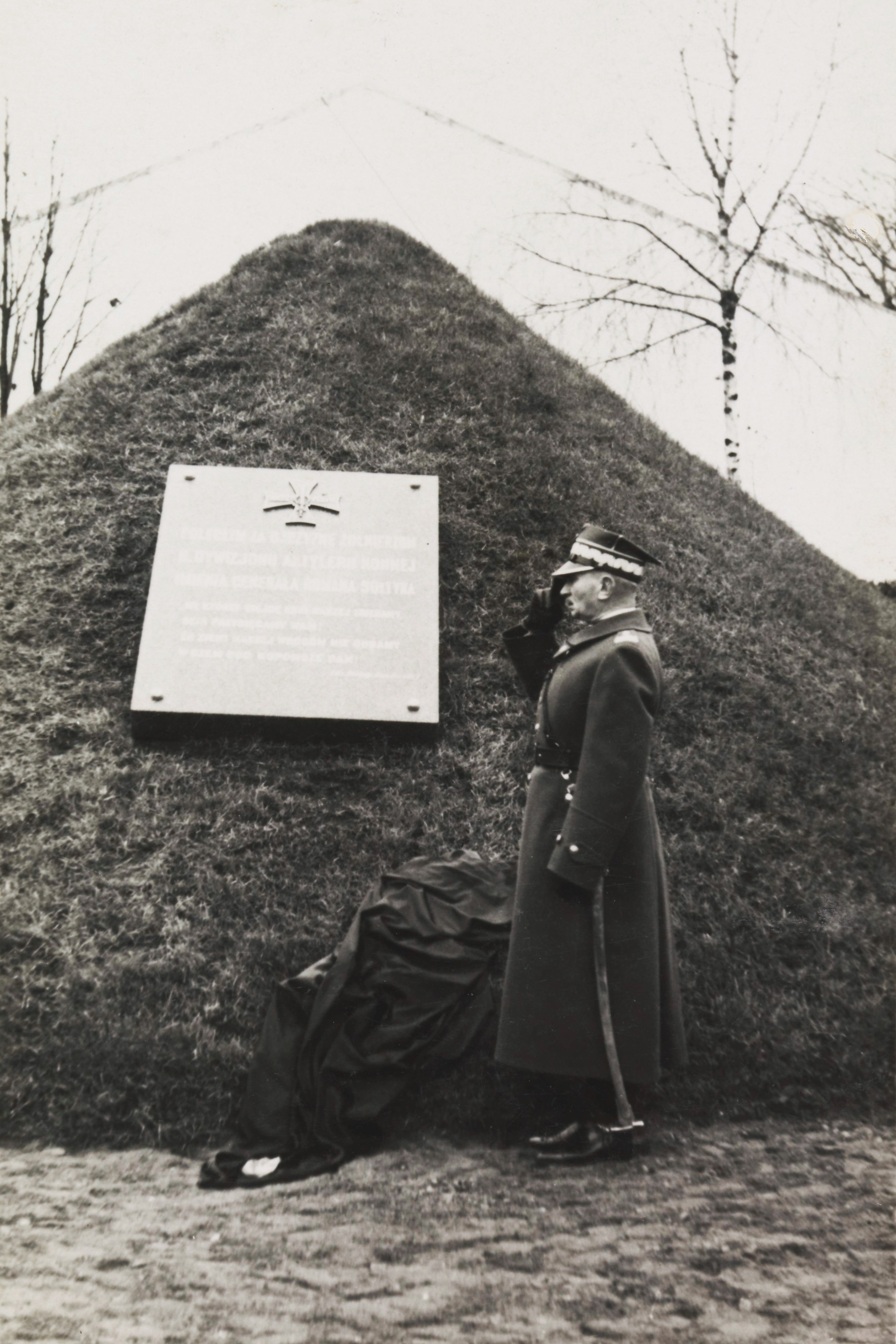
Odsłonięcie tablicy 6 dak w Stanisławowie przez gen. dyw. Juliusza Rómmla.